# 로빈 레기어
로빈 레기어(영어: Robyn Regehr, 1980년 4월 18일 ~ )는 캐나다의 은퇴한 아이스하키 선수로. 현역 시절 포지션은 수비수이다.